# Корпорація «АТБ»
Корпорація «АТБ» — господарське об'єднання в Україні, діє у сферах управління активами, роздрібної торгівлі, виробництва і продажу харчових продуктів, послуг спорту та відпочинку.
Станом на початок липня 2021 в корпорації працювали понад 70 тис. осіб. Корпорація володіє найбільшими в Україні логістичними комплексами з вантажообігом понад 8 тис. тонн на добу. Входить до ТОП-10 найбільших платників податків України — у 2020 році сплатила в бюджети різних рівнів та спецфонди 15,8 млрд ₴, у 2019 р. — 12,6 млрд ₴, у 2018 р. — 9,4 млрд ₴, у 2017 р. — 6,58 млрд ₴, у 2016 р. — 5,5 млрд ₴.

## Склад
До складу корпорації входять:
- ТОВ «АТБ-маркет» — флагман бізнесу корпорації, входить до рейтингу топ-500 провідних компаній Центральної та Східної Європи, товарообіг торговельної мережі «АТБ» за 2020 рік склав 149,8 млрд ₴ (з ПДВ), за 2019 рік — 126,8 млрд ₴, за 2018 р — 103,6 млрд ₴, за 2017 рік — 80,2 млрд ₴, за 2016 р — 58,5 млрд ₴. Станом на початок липня 2021 кількість постійних клієнтів роздрібної мережі перевищила 4 млн осіб, кількість супермаркетів у 318 населених пунктах усіх 24 областей країни досягла 1230, а кількість співробітників перевищила 70 тис[4].
- ТОВ «М'ясна фабрика „Фаворит плюс“» (ТМ «Добров», «М'ясна лавка», «Ковбасний ряд»)[5]
- ТОВ «Кондитерська фабрика „Квітень“» (ТМ «Bravissimo», «Квітень», «Biscuits Collection»)[5]
- ТОВ «Логістик Юніон»
- ПП «Транс Логістик»
- Спорткомплекс «Схід» у Дніпрі

## АТБ-Pay
У 2021 Корпорація АТБ спільно з Райффайзен Банк Аваль та Visa запустила кобренд-проект власної платіжної картки — АТБ-Pay. На початок квітня 2021 видано понад 50 000 карт АТБ-Pay. Після запуску кобренду з Райффайзен, до цієї ініціативи долучились також Monobank, А-Банк, Ощадбанк, Еко-банк та Sense Bank.

## Корпоративна соціальна відповідальність
Корпорація реалізує масштабні благодійні програми, серед яких «Дерево життя», «Цукерка добра», «Мене це стосується. А тебе?». Десятки мільйонів гривень щороку збирає Всеукраїнський благодійний фонд АТБ. На ці кошти закуповується сучасне медичне обладнання для обласних дитячих клінічних лікарень.
На боротьбу з пандемією коронавірусу корпорація виділила близько 0,25 млрд ₴, з яких близько 0,1 млрд ₴ пішли на забезпечення безпеки співробітників компанії й відвідувачів мережі та близько 0,15 млрд ₴ — на реалізацію соціальних та благодійних програм.